# کمر (تاجیکستان)
قمر (به لاتین: Kamar Tajikistan) یک منطقهٔ مسکونی در تاجیکستان است که در ولایت سغد واقع شده‌است.